# Finch West (métro de Toronto)
Finch West est une station de la ligne 1 Yonge-University du métro, de la ville de Toronto en Ontario au Canada.

## Situation sur le réseau
Établie en souterrain, la station Finch West de la ligne 1 Yonge-University, précède la station York University, en direction du terminus Vaughan Metropolitan Centre, et elle est précédée par la station Downsview Park, en direction du terminus Finch.

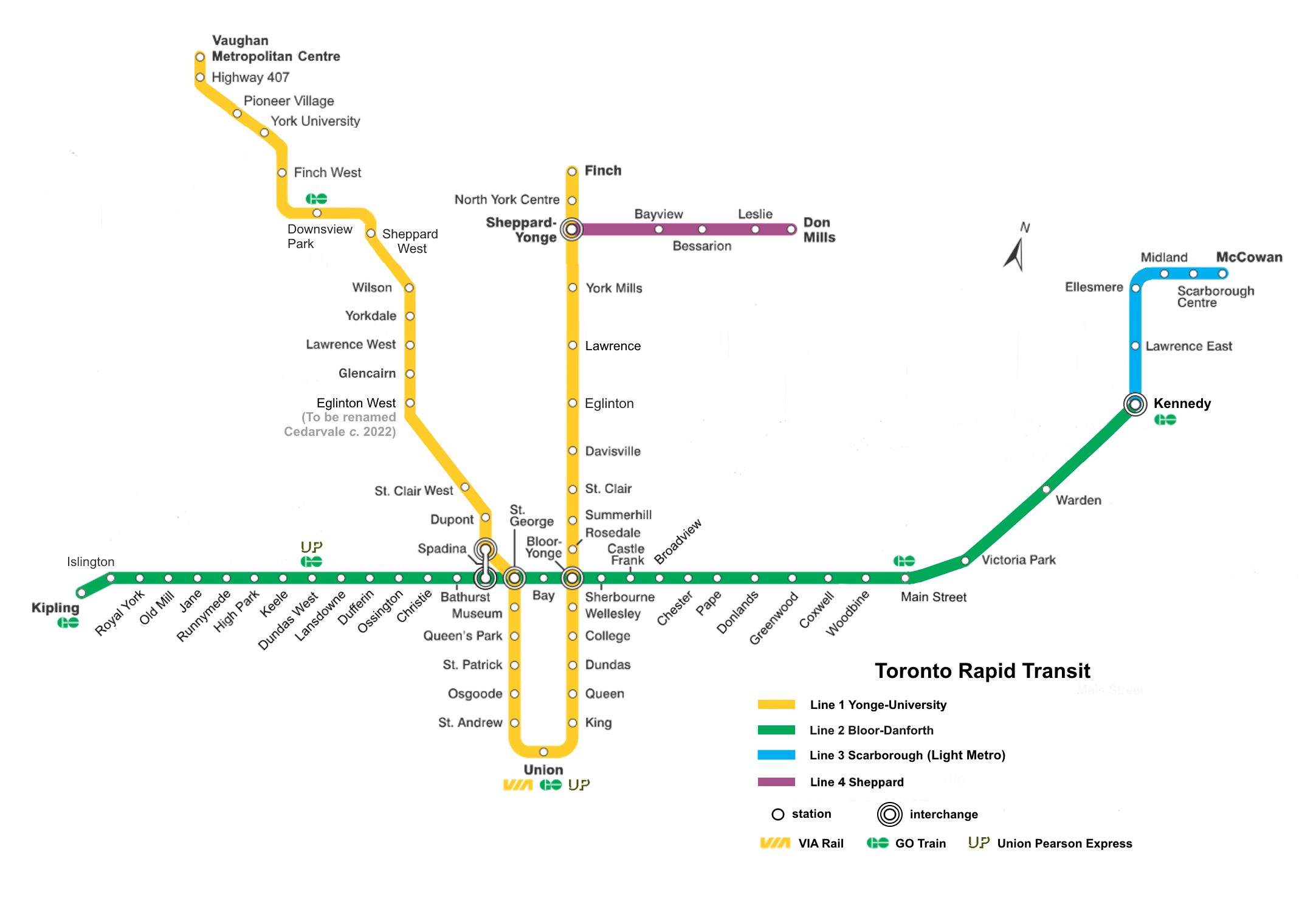
Plan du métro de Toronto (2018).